# Toba (Santa Fe)
Toba es una localidad argentina ubicada en el departamento Vera de la provincia de Santa Fe.
Se encuentra sobre la ruta provincial 3, la cual constituye su principal vía de comunicación vinculándola al norte con Garabato y al sur con Vera. Se formó en torno a la estación Toba del Ferrocarril.
Después del cierre de La Forestal empezaron las explotaciones ganaderas y carboníferas que suplantaron al quebracho como fuente de producción lucrativa.

## Población
Cuenta con 921 habitantes (Indec, 2022), lo que representa un descenso frente a los 1020 habitantes (Indec, 2010) del censo anterior.Santa Fe

| Gráfica de evolución demográfica de Toba entre 1991 y 2022 |
|                                                            |
| Fuente: Censos nacionales del INDEC                        |